# Vorago undulata
Vorago undulata är en insektsart som först beskrevs av Victor Lallemand 1924.  Vorago undulata ingår i släktet Vorago och familjen spottstritar. Inga underarter finns listade i Catalogue of Life.